# Liste der Naturdenkmale in Olsbrücken
Die Liste der Naturdenkmale in Olsbrücken nennt die im Gemeindegebiet von Olsbrücken ausgewiesenen Naturdenkmale (Stand 2. April 2013).

## Naturdenkmale
| Nr.         | Bezeichnung      | Lage                                                | Beschreibung                                                                                       | Bild                                    |
| ----------- | ---------------- | --------------------------------------------------- | -------------------------------------------------------------------------------------------------- | --------------------------------------- |
| ND-7335-235 | Luitpoldlinde    | Hauptstraße, Ecke Wörsbacher Straße Lage            | Tilia sp.                                                                                          | Fotos hochladen                         |
| ND-7335-236 | Insel            | südlich des Ortes an der B 270 Lage                 | Insel zwischen Lauter und Mühlgraben der ehemaligen Oppensteiner Mühle; flächenhaftes Naturdenkmal | Direkt Bild zu diesem Denkmal hochladen |
| ND-7335-237 | Dietenbachgraben | nördlich des Ortes an der K 28 Lage                 | gewässerbegleitende Gehölzstrukturen; flächenhaftes Naturdenkmal                                   | Direkt Bild zu diesem Denkmal hochladen |
| ND-7335-238 | Kotrech          | südlich des Ortes am Südwesthang des Oberbergs Lage | Vogelnistgehölz; flächenhaftes Naturdenkmal                                                        | Direkt Bild zu diesem Denkmal hochladen |
| ND-7335-239 | Rutzenbach       | östlich des Ortes im Rutzenbachtal Lage             | Vogelnistgehölz, gewässerbegleitende Gehölzstrukturen; flächenhaftes Naturdenkmal                  | Direkt Bild zu diesem Denkmal hochladen |